# Iris albicans
Iris albicans es una especie de la familia de las iridáceas.

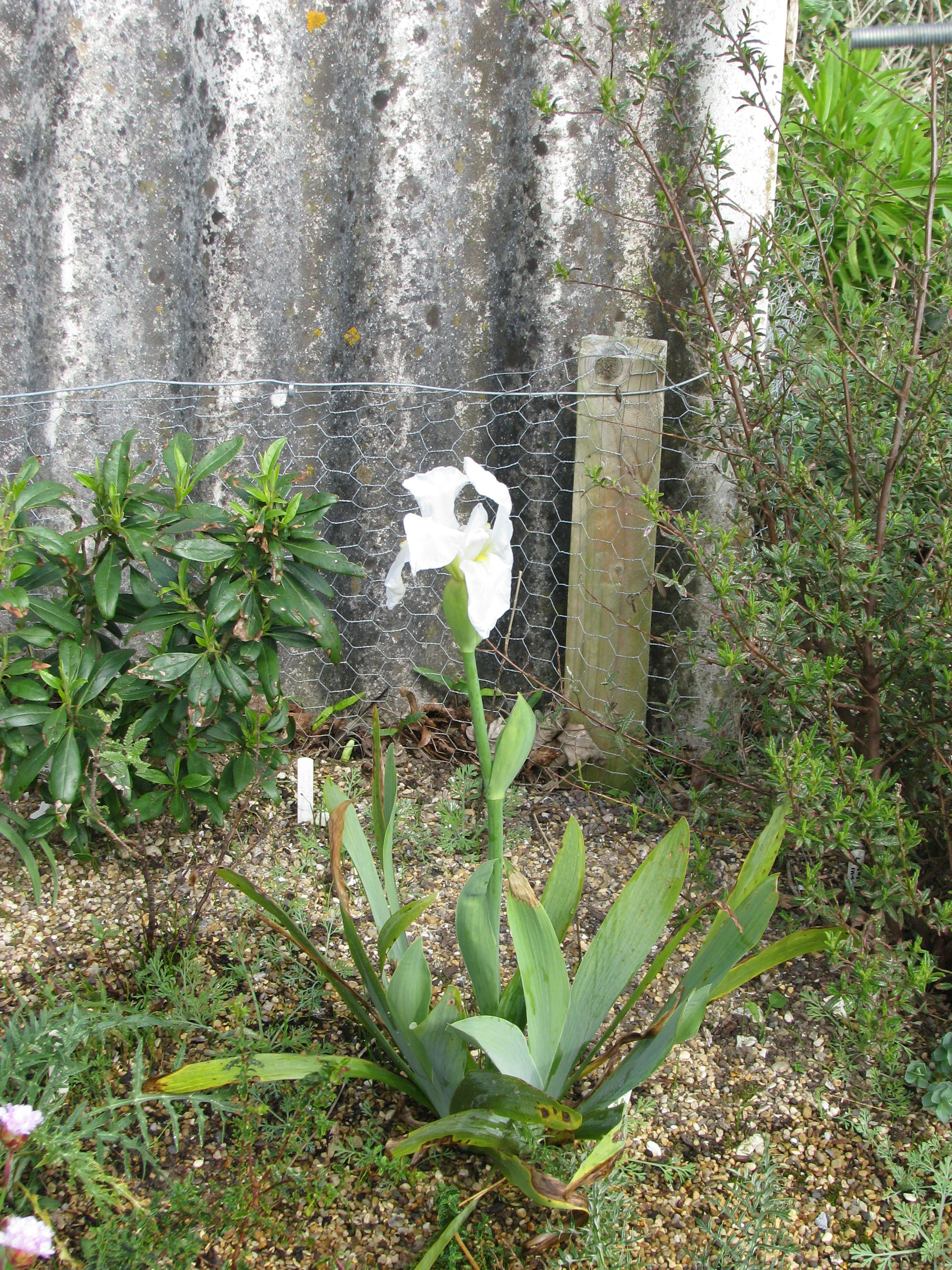
Vista de la planta

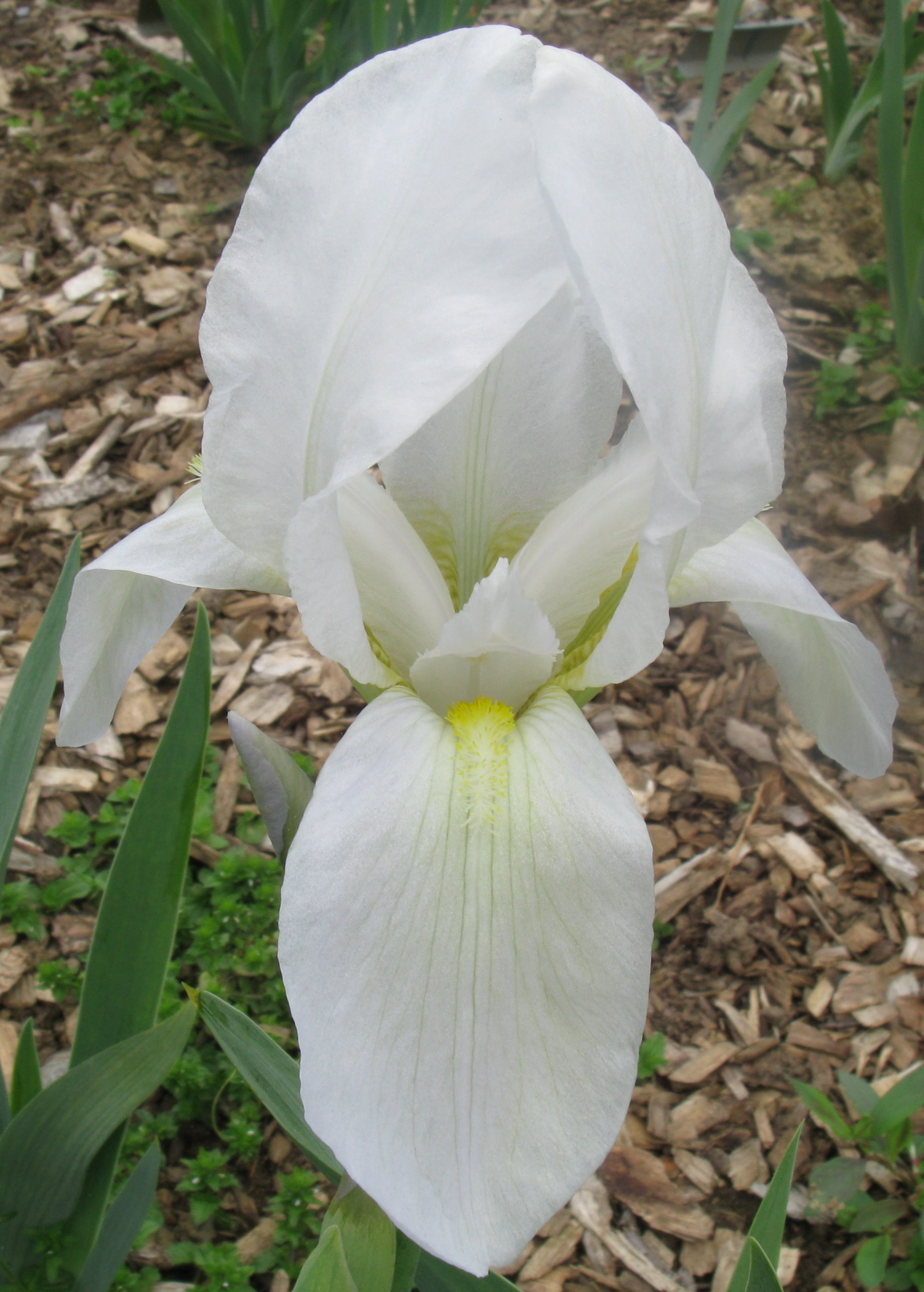
Detalle de la flor

## Descripción
Tiene tallos de hasta 45 cm de altura, escasamente ramificados en la parte superior. Hojas de hasta 20 x 2,2 cm. Inflorescencia con 3-5 flores, solitarias o por parejas, sobre pedúnculos de hasta 10 cm, blancas. Brácteas de 3-4,5 cm, anchamente ovadas, obtusas, anchamente membranosas. Pedicelos de hasta 4 mm. Periantio con tubo de 15-20 (-30) mm; tépalos externos de 50-60 x 25-30 mm, reflejos, con limbo obovado, con una banda longitudinal pelosa en la parte inferior con pelos de  3 mm.Los frutos son cápsulas subcilíndricas. Florece de abril a junio.

## Distribución  y hábitat
Originaria de Arabia, se cultiva ampliamente en la Región mediterránea, especialmente en los cementerios musulmanes, encontrándose naturalizada.

## Taxonomía
Iris albicans fue descrita por Johan Martin Christian Lange y publicado en Vidensk. Meddel. Naturhist. Foren. Kjøbenhavn 1860: 76 1861.
Etimología
Iris: nombre genérico llamado así por Iris la diosa griega del arco iris.
albicans: epíteto latino que significa "blancuzco".
Sinonimia
- Iris albicans var. madonna Dykes
- Iris albicans var. majoricensis (Barceló) Nyman
- Iris × florentina var. albicans (Lange) Baker
- Iris × florentina subsp. albicans (Lange) K.Richt.
- Iris × florentina var. madonna (Dykes) L.H.Bailey
- Iris × germanica subsp. albicans (Lange) O.Bolòs & Vigo
- Iris madonna Sprenger
- Iris majoricensis Barceló[5][6]

## Nombre común
- Castellano: lirio blanco (7), lirio del campo. (El número entre paréntesis indica las especies que tienen el mismo nombre en España).[7]